# Tumore cerebrale
Col termine tumore cerebrale si indica una neoplasia che interessa il cervello. Questa denominazione viene usata molto frequentemente anche a indicare i tumori che si sviluppano nella scatola cranica o in generale nel sistema nervoso centrale (SNC).
In letteratura i tumori cerebrali hanno una prima grossolana suddivisione in primari (cioè originantisi nel cervello) e metastatici (con origine in altro organo del corpo). Di questi ultimi, anche se hanno una incidenza pari a circa 10 volte i primi,
si farà cenno in fondo alla voce, rimandando ad altre specifiche voci la trattazione estesa.

## Tumori primari
Schema di Gallas (semplificato)
- Tumori primari
  - Tumori gliali (Gliomi)
  - Tumori non gliali
    - Tumori della regione pineale
    - Tumori embrionali
    - Tumori dei nervi cranici e spinali
    - Tumori meningoendoteliali
    - Tumori mesenchimali
    - Altre neoplasie riferite alle meningi
    - Tumori ematopoietici
    - Tumori della regione sellare
- Tumori secondari (metastatici)
  - Metastasi cerebrali
  - Metastasi leptomeningee

| Tab.1. Distribuzione dei tumori del SNC per sottotipo istologico CBTRUS 1998-2002 (N=63.968) |             |
| Istologia                                                                                    | Percentuale |
| Glioblastoma*                                                                                | 20,3        |
| Astrocitoma*                                                                                 | 9,8         |
| Oligodendroglioma*                                                                           | 3,7         |
| Ependimoma*                                                                                  | 2,3         |
| Tumori embrionali (compr. Medulloblastoma)                                                   | 1,7         |
| Tumori della guaina dei nervi periferici                                                     | 8,0         |
| Meningioma                                                                                   | 30,1        |
| Linfoma                                                                                      | 3,1         |
| Craniofaringioma                                                                             | 0,7         |
| Tumori della ghiandola pituitaria                                                            | 6,3         |
| Altri                                                                                        | 14,0        |
| (*) In SNC i gliomi rappr. il 40%ca. di tutti i tumori e il 78%ca. dei tumori maligni.       |             |

I tumori primari del sistema nervoso centrale comprendono un variegato insieme di entità patologiche (Vedi Tabella 1 e la voce Classificazione dei tumori del sistema nervoso centrale.), ciascuna con una sua distinta storia naturale.
Per il fatto che i tumori della glia costituiscono da soli quasi il 40% di tutti i tumori di cui ci stiamo occupando, possiamo operare una prima distinzione tra tumori gliali (gliomi) e tumori non gliali.

### Tumori gliali (Gliomi)
I gliomi più comuni sono gli astrocitomi (che originano dalle cellule astrocitiche della glia), gli oligodendrogliomi (dalle cellule oligodendrogliali) e gli ependimomi (dalle cellule ependimali). La Tabella 2 riporta il peso di ciascun elemento della famiglia dei gliomi.
| Tab. 2. Distribuzione dei gliomi per sottotipo istologico CBTRUS 1998-2002 (N=25.539)     |             |
| Istologia                                                                                 | Percentuale |
| Glioblastoma*                                                                             | 50,7        |
| Astrocitoma anaplastico*                                                                  | 7,9         |
| Astrocitoma diffuso*                                                                      | 1,7         |
| Astrocitoma pilocitico*                                                                   | 5,7         |
| Altri astrocitomi*                                                                        | 9,1         |
| Oligodendroglioma                                                                         | 9,2         |
| Ependimoma                                                                                | 5,6         |
| Altri                                                                                     | 10,1        |
| (*) Gli astrocitomi (compreso il glioblastoma) rappresentano il 75%ca. di tutti i gliomi. |             |

Ai gliomi l'enciclopedia dedica una voce specifica, alla quale conviene riferirsi.

### Tumori non gliali

#### Medulloblastoma

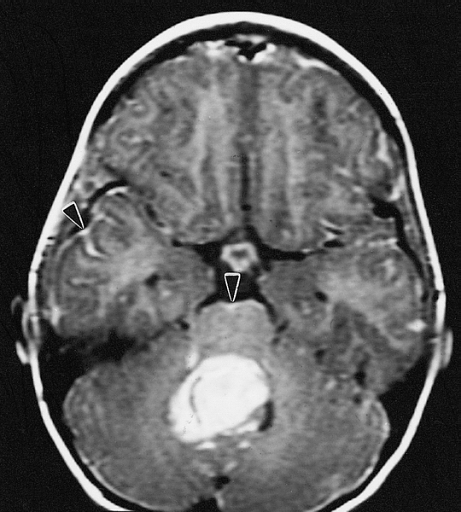
La massa ad alto contrasto è indicativa di medulloblastoma del verme cerebellare. L'enhancement diffuso nello spazio subaracnoideo (frecce) segnala una disseminazione leptomeningea (RM).

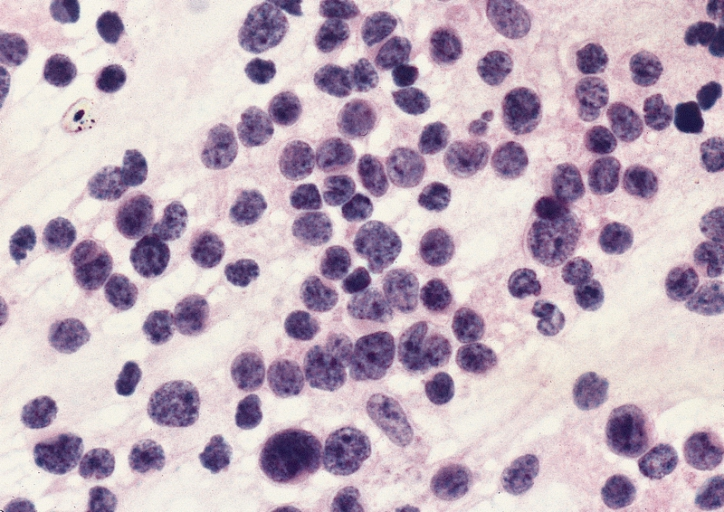
Immagine da esame microscopico di medulloblastoma. Nuclei densi, scabri e moderatamente pleomorfi.

Il medulloblastoma, come altre neoplasie embrionali quali il tumore cerebrale neuroectodermico primitivo o il neuroblastoma cerebrale, è un tumore maligno del sistema nervoso centrale molto raro nella popolazione adulta (oltre 18 anni). È il tumore cerebrale maligno più frequente nell'infanzia, anche se pure i giovani ne sono a rischio. Il picco d'incidenza si verifica nei bambini di età inferiore a 15 anni. Ogni anno in Italia si ammalano 350-400 bambini.
Questo tumore è tipico della fossa cranica posteriore, ove si localizza in entrambi gli emisferi del cervelletto (più frequentemente nell'adulto) a livello del verme cerebellare (tipica sede dei medulloblastomi in età pediatrica). Essendo invasivo ed a rapida crescita, si diffonde ad altre parti del sistema nervoso centrale attraverso il liquor: può infiltrarsi nel pavimento del vicino quarto ventricolo ed estendersi nella sua cavità, e può anche passare nelle meningi. Più raramente, può dare metastasi extracraniche.
I sintomi al presentarsi della neoplasia includono perdita di equilibrio, mancanza di coordinazione, diplopia, disartria e, a causa del coinvolgimento del quarto ventricolo (per il quale è comune un idrocefalo ostruttivo), i segni dell'idrocefalo, includenti cefalea, nausea, vomito, andatura instabile.
La risonanza magnetica usualmente rivela una lesione massiva a significativo contrast enhancement coinvolgente il cervelletto. Come sopra si diceva, il medulloblastoma ha un'alta propensione ad infiltrarsi localmente nelle leptomeningi, così come a propagarsi attraverso lo spazio subaracnoideo coinvolgendo i ventricoli, la convessità cerebrale, le superfici leptomeningee spinali. Risulta di conseguenza necessario sottoporre a risonanza l'intero asse cranio-spinale.
È affidato alla chirurgia il compito di rimuovere quanto più è possibile della massa rappresentata dalla lesione; l'esistenza di residui tumorali postchirurgici conducono ad una prognosi peggiore. Foriera di prognosi non favorevole è anche la presenza di cellule tumorali nel liquido cerebrospinale ovvero la rilevazione alla risonanza di metastasi leptomeningee.
La chirurgia da sola di solito non è curativa, mentre lo può risultare in certi casi l'aggiunta di radioterapia all'asse cranio-spinale, con focalizzazione sul sito del tumore primario.
L'aggiunta di chemioterapia dopo la radioterapia aumenta il tasso di guarigione. Si usano farmaci a base di platino (cisplatino o carboplatino), etoposide, e un agente alchilante (ciclofosfamide o lomustina) insieme alla vincristina.
Con appropriato trattamento i casi di lunga sopravvivenza (superiore a 3 anni), per i pazienti di medulloblastoma, vanno dal 60% all'80%.

#### Meningioma

Immagine TAC in piano orizzontale di meningioma.

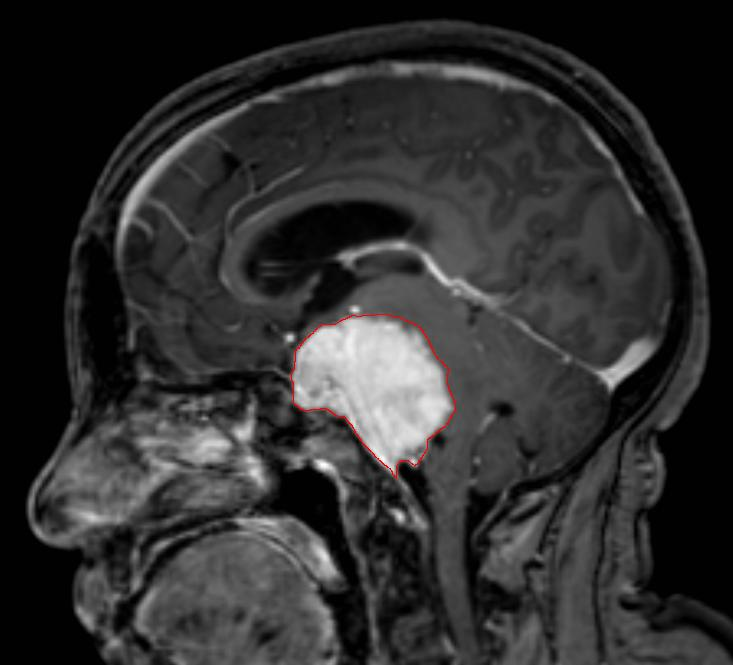
Immagine RM T1 pesata in piano sagittale di meningioma.

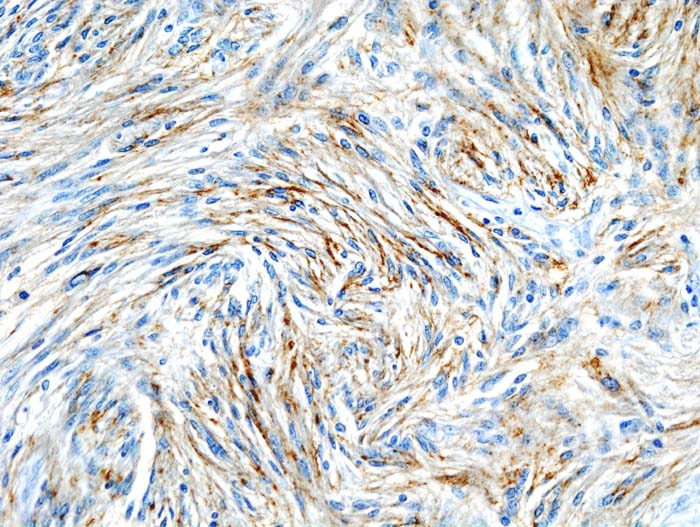
Immagine da esame istologico di meningioma.

I meningiomi sono i tumori intracranici più diffusi (Vedi Tabella 1). Sono solitamente benigni ed originano dall'aracnoide, che ricopre il cervello e il midollo spinale. L'incidenza di questo tipo di tumori è di circa 2 casi all'anno ogni 100 000 abitanti. Sono più comuni nelle donne, nella sesta e settima decade di vita. La loro frequenza è maggiore per i pazienti con neurofibromatosi di tipo 2.
La perdita del cromosoma 22 è caratteristica dei meningiomi, benché ancora non sia chiaro il significato prognostico di questa scoperta.
Nonostante questa lesione esprima recettori per androgeni, estrogeni, progesterone e somatostatina, le terapie dirette all'utilizzo di questi recettori non hanno ancora mostrato efficacia.
I pazienti con meningioma possono presentare la sintomatologia tipica di una lesione massiva nella scatola cranica, incluse crisi epilettiche e deficit neurologici focali.
Il meningioma, che può essere anche asintomatico, viene talvolta scoperto incidentalmente da una TAC o da una risonanza magnetica effettuate per altre ragioni. Questo tumore presenta alla risonanza un aspetto caratteristico che consiste, di norma, in un contrast enhancement uniforme lungo la dura, con netta separazione dal parenchima cerebrale. Altra caratteristica (benché non presente in tutti i casi) è la cosiddetta “coda durale”, rappresentato da un enhancement che si estende oltre la lesione, ad indicare il punto di ancoraggio nella dura.
Frequente è la presenza di edema peritumorale, conseguenza del fattore di crescita vascolare endoteliale secreto dalle cellule tumorali, che influenza a sua volta l'effetto massa locale.
Molti meningiomi scoperti incidentalmente non necessitano di trattamento al momento della diagnosi iniziale. Per i pazienti con mengiomi asintomatici può risultare appropriato limitarsi a tenere la lesione sotto osservazione. L'evidenza epidemiologica suggerisce che i due terzi di questi pazienti non avrà sintomatologia straordinaria.
Se si riscontra nel paziente un significativo effetto massa, vi siano o no dei sintomi, il trattamento di elezione è normalmente la resezione completa. L'escissione è spesso realizzabile se il meningioma è situato sulla convessità cerebrale, il solco olfattivo, il seno sagittale superiore o la fossa posteriore. La resezione può risultare molto più difficoltosa se il tumore si presenta in altri siti, quali le regioni sfenoidale, parasagittale, orbitale, tentoriale o del clivus. In tali circostanze per il controllo del tumore risultano molto utili la radioterapia classica o la radiochirurgia stereotassica.
In uno studio della Mayo Clinic, che confrontò la percentuale di controllo del tumore dopo resezione chirurgica e con radiochirurgia, in pazienti con meningioma intracranico di dimensioni medio-piccole e senza sintomi da effetto massa,
la radiochirurgia risultò ottenere un migliore controllo del tumore (98% contro 88%) e con minori complicanze (10% contro 22%) rispetto alla escissione chirurgica.

La chirurgia stereotassica è normalmente riservata alle lesioni più piccole (cioè inferiori a 3–4 cm), laddove per lesioni più grandi ovvero prossime a strutture critiche, come i nervi ottici, si usa la radioterapia frazionata.
Per quanto riguarda la chemioterapia, ad oggi nessun intervento farmacologico ha mostrato efficacia antitumorale riproducibile.
Raramente i meningiomi presentano caratteristiche istologiche atipiche o di franca malignità. In questi rari casi però essi risultano altamente aggressivi. L'approccio a tali tumori è identico a quello per i tumori benigni, con la differenza che la radioterapia postchirurgica diventa usuale e non episodica.

#### Linfoma primario del SNC

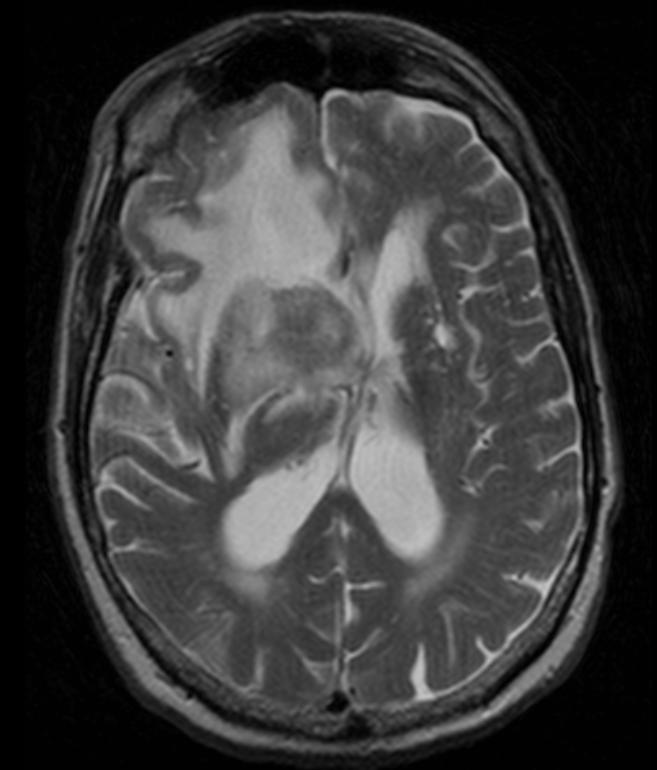
Immagine RM T2-pesata in piano orizzontale di linfoma primario del SNC.

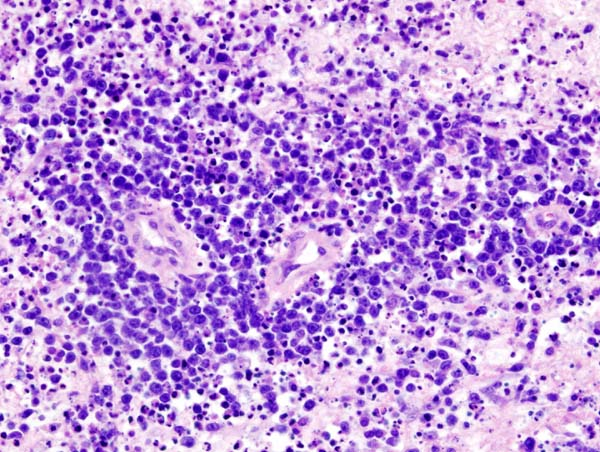
Immagine da esame microscopico di linfoma primario del SNC.

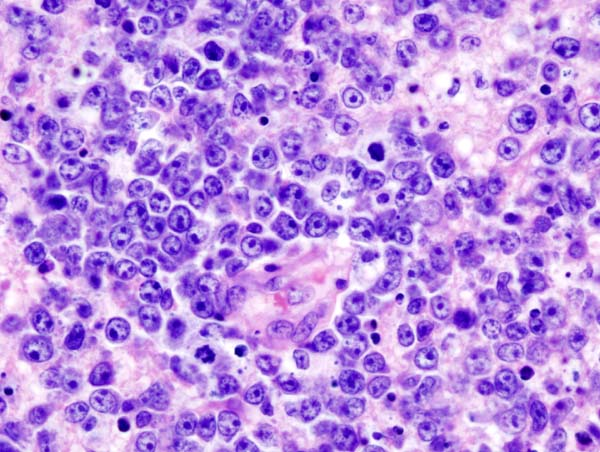
Immagine da esame microscopico di linfoma primario del SNC. Campione da biopsia stereotassica,

I linfomi primari del sistema nervoso centrale (cioè che sorgono nel SNC in assenza di linfoma al di fuori del SNC al momento della diagnosi)
costituiscono approssimativamente dal 2% al 3% di tutti i tumori cerebrali dei pazienti con un normale sistema immunitario (Cfr. Tabella 1).
Il tumore è più comune nei maschi dai 55 ai 60 anni; quasi metà di tutti i linfomi si hanno in pazienti che hanno più di 60 anni e circa un quarto in pazienti con più di 70. L'incidenza sembra che stia aumentando, anche se non è chiaro se tale aumento sia reale o rifletta un'alterazione di rilevazione.
Esposti a un maggior rischio di linfoma del SNC sono sicuramente i pazienti con un sistema immunitario compromesso, quindi coloro che hanno subito un trapianto d'organi, quelli che hanno un'immunodeficienza congenita o una malattia autoimmune o che sono infetti dal virus dell'AIDS. I linfomi cerebrali associati al virus dell'immunodeficienza sono collegati con il virus di Epstein-Barr, in particolare nei pazienti con un conteggio di linfociti CD4 
di meno di 500 cellule per millimetro cubo (di sangue).
La maggior parte dei linfomi del SNC sono del tipo a cellule B grandi.
I pazienti presentano una varietà di sintomi caratteristici di lesione massiva focale o multifocale. La risonanza mostra di solito tumori, con contrast enhancement omogeneo, all'interno della materia bianca periventricolare profonda. Multifocalità ed enhancement disomogeneo sono tipici in pazienti con sistema immunitario compromesso.
Estremamente importante è considerare il linfoma del SNC nella diagnosi differenziale dei tumori cerebrali. Si tenga conto che la somministrazione di corticosteroidi può dare come risultato la completa scomparsa dell'enhancement lesionale, rendendo difficoltosa la diagnosi. Di conseguenza, quando si consideri un linfoma del SNC in diagnosi differenziale occorre evitare i corticosteroidi, a meno che l'effetto massa non stia causando un serio ed immediato problema al paziente.
 
Criticamente importante è l'ottenimento di un campione bioptico della sospetta lesione, in quanto molte malattie del SNC, maligne e non, possono simulare un linfoma.
Diversamente dai linfomi sistemici “a cellule B grandi”, per i quali sia la chemioterapia che la radioterapia sono efficaci e il trattamento di lesioni localizzate è curativo, il linfoma del sistema nervoso centrale tipicamente risponde alla terapia iniziale ma poi recidiva. Come per il linfoma sistemico, il ruolo della chirurgia è ristretto soprattutto all'ottenimento di appropriati campioni di tessuto per la diagnosi.
La radioterapia dell'intero cervello (panencefalica) era una volta la strada maestra del trattamento. Sfortunatamente, anche con lesioni localizzate, la mediana di sopravvivenza con la sola radioterapia è di circa 1 anno. La recidiva interessa di solito il sito della precedente lesione più altre regioni. Interessanti sono le risposte con la chemioterapia.
Hanno mostrato di fornire una migliore sopravvivenza globale, rispetto alla sola radioterapia, studi clinici nei quali è stato usato del metotrexato ad alte dosi, da solo (come primo trattamento e rinviando la radioterapia alla recidiva/progressione);
metotrexato, vincristina, procarbazina, metotrexato intratecale, radioterapia panencefalica, citarabina;
ovvero chemioterapia intraarteriosa (metotrexato per via intraarteriosa, ciclofosfamide ed etoposide per via intravenosa), dopo modifica della barriera emato-encefalica con mannitolo.
Nei regimi con metotrexato la mediana di sopravvivenza è risultata di molto superiore a quella associata alla radioterapia da sola (intervallo da 24 a 40 mesi).
In alcuni casi la radioterapia è usata solo alla recidiva, in caso di regressione iniziale ottenuta con la chemioterapia; sono riportati casi di lunga sopravvivenza anche senza l'uso di radioterapia.
Per la natura diffusa del linfoma del SNC, normale è l'affidamento alla radioterapia panencefalica, la quale però porta con sé un alto rischio di demenza, secondaria a leucoencefalopatia. Questo rischio potrebbe essere ridotto con lo sviluppo di strategie di controllo efficace del tumore che evitino la radioterapia panencefalica.
La terapia iniziale per i pazienti con sistema immunitario compromesso è la riduzione delle cause di immunosoppressione. La prognosi per questi pazienti è normalmente peggiore di quella per i pazienti con alla diagnosi un sistema immunitario normale. 
A causa di infezioni concomitanti il tumore e una condizione fisica di solito non ottimale, in questi pazienti immunodepressi spesso la chemioterapia non può essere somministrata.
Come per gli altri tumori cerebrali, la risposta ai trattamenti è correlata all'età ed alla condizione fisica.

## Tumori metastatici

### Metastasi cerebrali

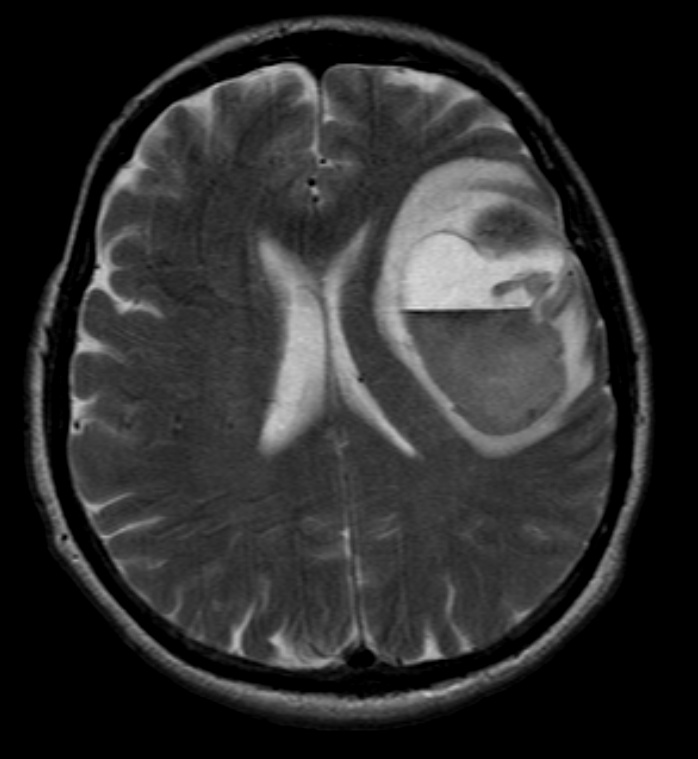
Immagine RM T2-pesata in piano orizzontale di metastasi cerebrale da melanoma.

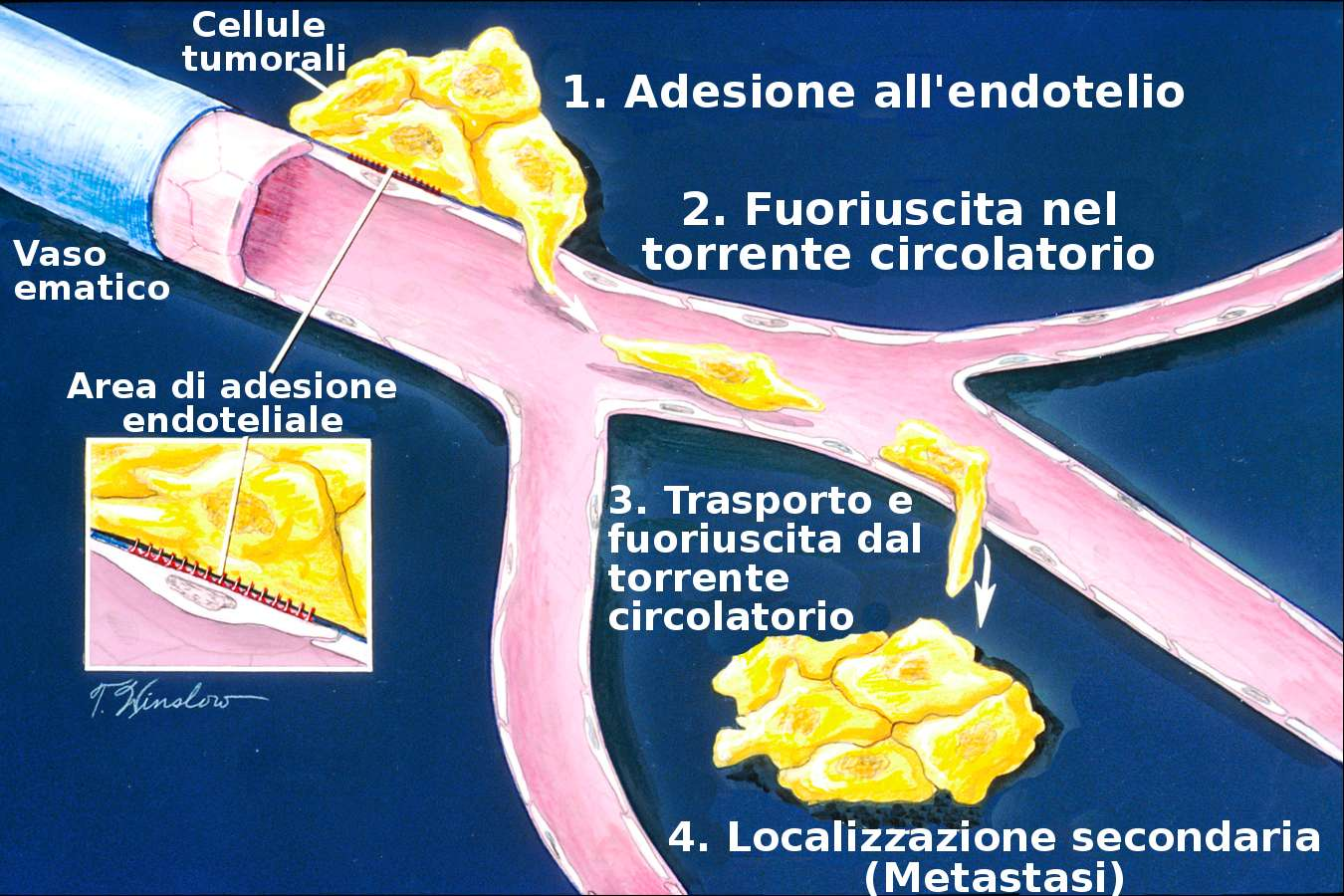
Meccanismo di formazione delle metastasi.

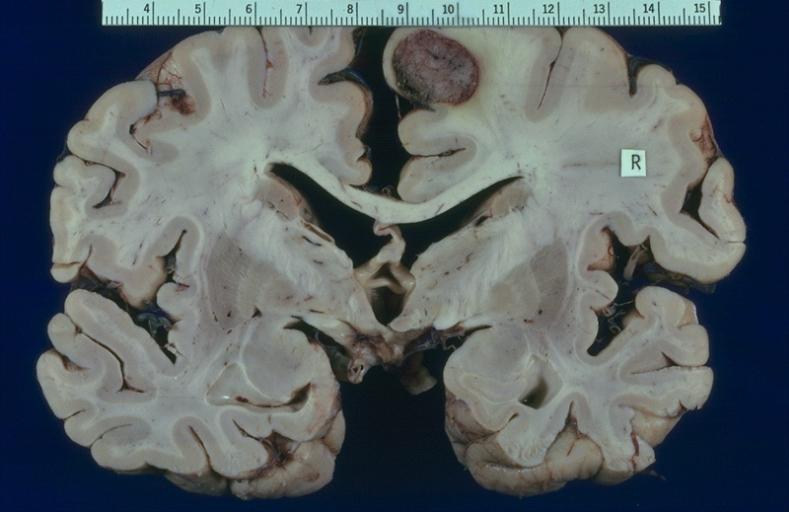
Immagine da esame macroscopico di metastasi cerebrale da carcinoma della tiroide.

Le metastasi al cervello, i tumori intracranici più comuni negli adulti, sono 10 volte più frequenti dei tumori cerebrali primari. 
Si verificano nel 20-40% degli adulti con cancro e sono associate soprattutto con il carcinoma polmonare e mammario e col melanoma.
Queste lesioni sono il risultato della propagazione di cellule cancerose attraverso il sangue e sono massimamente presenti alla connessione della materia grigia con quella bianca, dove il calibro dei vasi sanguigni cambia, intrappolando così gli emboli tumorali.
L'80% delle lesioni si verificano negli emisferi cerebrali, il 15% nel cervelletto e il 5% nel tronco encefalico.
Approssimativamente l'80% dei pazienti hanno una storia di cancro sistemico e il 70% presentano metastasi cerebrali multiple.
Sostanziali passi avanti si sono fatti negli ultimi tempi nella diagnosi e nel trattamento di queste lesioni, migliorando sopravvivenza e controllo della sintomatologia.
Segni e sintomi alla presentazione sono simili a quelli delle altre lesioni massive nel cervello. Lo strumento diagnostico di elezione è la risonanza con mezzo di contrasto. Tuttavia, nei pazienti di cancro, non tutte le lesioni cerebrali sono metastasi. In uno studio clinico prospettico su pazienti con cancro sistemico sospetti di avere una metastasi cerebrale singola, l'11% dei campioni di tessuto mostrò invece un tumore cerebrale primario o un'infiammazione ovvero un'infezione.
Due studi prospettici randomizzati
hanno mostrato che chirurgia più radioterapia panencefalica producono migliori risultati della sola chirurgia, in pazienti selezionati. Cioè in buone condizioni fisiche, con una lesione sistemica stabile o limitata e con una metastasi cerebrale singola chirurgicamente accessibile.  
Chirurgia più radioterapia danno come risultato un numero inferiore di decessi per cause neurologiche rispetto alla chirurgia da sola. Tuttavia l'aggiunta di radioterapia panencefalica non migliora la sopravvivenza globale rispetto alla sola chirurgia.
Per le lesioni difficilmente trattabili chirurgicamente può risultare efficace la radiochirurgia stereotassica. Due studi prospettici randomizzati
hanno verificato che pazienti selezionati con un numero limitato di metastasi cerebrali hanno avuto maggior giovamento quando trattati con radiochirurgia più radioterapia panencefalica che con trattamento di sola radioterapia a tutto il cervello.
Un test clinico prospettico
ha raffrontato l'efficacia di chirurgia e radiochirurgia, randomizzando i pazienti con singola piccola metastasi in un primo gruppo con chirurgia seguita da radioterapia panencefalica e un secondo gruppo con sola radiochirurgia. Non è stata trovata differenza significativa nei risultati. 
Analisi retrospettive hanno riportato risultati in conflitto.
Ricapitolando, la letteratura mostra risultati equivalenti per chirurgia e radiochirurgia. Quest'ultima sembra più conveniente, efficace e sicura per lesioni piccole o in regioni inaccessibili alla chirurgia. La radiochirurgia offre un'alternativa ragionevole a pazienti che non sono candidabili alla chirurgia per ragioni mediche. Tuttavia la chirurgia è chiaramente la modalità ottimale per ottenere tessuto per la diagnosi e per l'escissione di lesioni che causano effetto massa. Quindi, radiochirurgia e chirurgia andrebbero meglio considerate come due metodiche complementari ma differenti, da usare ciascuna a seconda della diversa situazione del paziente.
Prima di concludere questa parte, si osservi che, nella realtà, quasi il 50% dei pazienti con 1 o 2 metastasi cerebrali non sono candidabili per l'asportazione chirurgica a causa dell'inaccessibilità delle lesioni, l'estensione della malattia sistemica ovvero per altri fattori di complicazione. A questi pazienti, e ad altri con metastasi multiple, normalmente si offre come trattamento standard la radioterapia panencefalica. Con tale terapia in effetti sino a quasi il 50% di essi ottiene un miglioramento dei sintomi neurologici e il 50-70% mostra una risposta obbiettiva.
La chemioterapia raramente ha il ruolo di terapia primaria nel caso di metastasi cerebrali. Molti tumori che metastatizzano al cervello (per es., il carcinoma polmonare non a piccole cellule, tumori in cui il sito di origine primario è sconosciuto o il melanoma) sono insensibili alla terapia farmacologica o risultano già pesantemente trattati con agenti che si riteneva potenzialmente efficaci.
Per la maggior parte dei pazienti con metastasi cerebrali la mediana di sopravvivenza è di soli 4-6 mesi, dopo la radioterapia panencefalica. Tuttavia alcuni pazienti (con età inferiore a 60 anni, lesione singola e malattia sistemica sotto controllo) possono raggiungere una sopravvivenza maggiore, per il fatto che sono in grado di essere sottoposti a un approccio terapeutico più aggressivo. Ad esempio, una parte di questi pazienti riescono ad affrontare un'altra operazione chirurgica o la radiochirurgia stereotassica. Con trattamento aggressivo la mediana di sopravvivenza arriva a 40 settimane e più.

### Metastasi leptomeningee

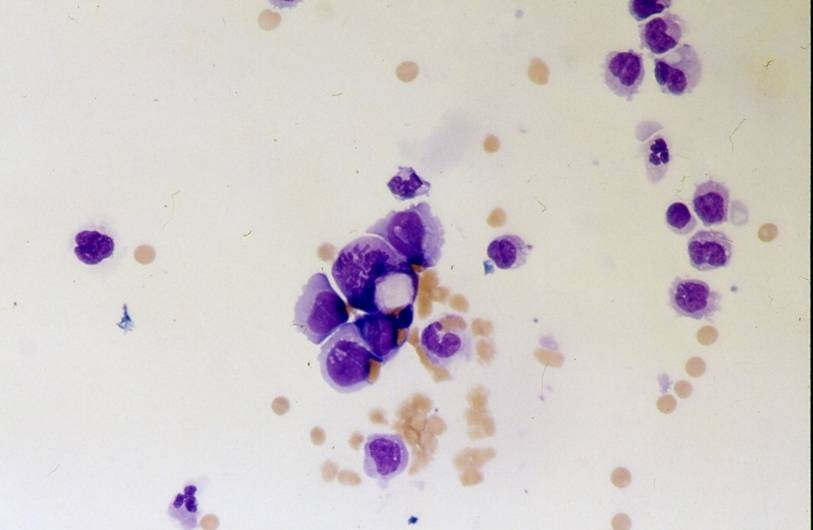
Immagine da esame istologico di metastasi leptomeningee.

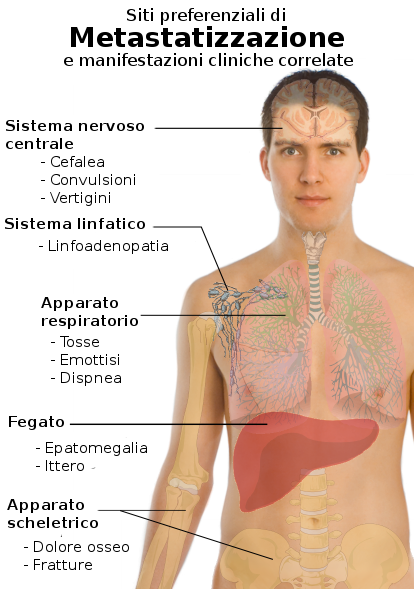
I siti più comuni e relativa sintomatologia delle metastasi.

Il coinvolgimento delle leptomeningi avviene in circa il 5% dei pazienti di cancro e viene rilevato più di frequente, man mano che le metodiche diagnostiche migliorano ed i pazienti vivono più a lungo. Le neoplasie di origine più comuni sono il melanoma e i carcinomi mammario e polmonare. Il tumore raggiunge le leptomeningi come risultato della propagazione delle cellule cancerose attraverso il sangue o per diretta espansione da un preesistente deposito tumorale nel parenchima cerebrale. Le cellule tumorali risultano allora disseminate per tutto il nevrasse dal flusso del liquido cerebrospinale.
I pazienti lamentano segni e sintomi riferibili a uno o più delle seguenti situazioni: danno locale ai nervi che viaggiano attraverso il fluido spinale (paralisi dei nervi cranici, debolezza motoria con comparsa di dolori radicolari, parestesie, fitte); invasione diretta del cervello o dei tessuti spinali ovvero interruzione del flusso sanguigno a quei tessuti (deficit neurologici focali o attacchi epilettici); ostruzione del normale flusso del liquido cerebrospinale (cefalea ed aumento della pressione endocranica); interferenza con il normale funzionamento del cervello (encefalopatia); ovvero infiltrazione perivascolare da parte di cellule tumorali, con conseguente ischemia locale e sintomi da colpo apoplettico.
La diagnosi si effettua con l'esame del liquido cerebrospinale e/o la risonanza magnetica del cervello e del midollo spinale. Lo studio del liquor rivela la presenza di cellule maligne nel 50% dei pazienti; tuttavia in almeno il 10% dei malati con sospetto coinvolgimento leptomeningeo l'esame citologico rimane persistentemente negativo. L'aumento del numero di punture lombari (fino a 6) e del volume di liquido rimosso (10 ml per puntura) incrementa la possibilità di diagnosi positiva. Nel liquido cefalorachidiano la concentrazione di proteine è normalmente elevata, quella di glucosio può essere bassa, con presenza di pleocitosi. Lo studio radiologico può evidenziare idrocefalo in assenza di lesione massiva o enhancement diffuso delle leptomeningi.
Senza terapia la mediana di sopravvivenza è di 4-6 settimane, con decesso dovuto a progressivo deterioramento neurologico. Spesso le metastasi leptomeningee sono una manifestazione dello stadio finale della malattia principale e la sola gestione dei sintomi può essere la soluzione più appropriata. Corticosteroidi ed analgesici offrono un temporaneo alleviamento. Ai pazienti con malattia sistemica minimale ed accettabile condizione fisica generale può essere offerto un trattamento per attenuare i sintomi e prolungare la sopravvivenza.
La sopravvivenza mediana può essere aumentata da 3 a 6 mesi con radioterapia ai siti sintomatici e alle aree malate più voluminose individuate sulle lastre, e con terapia intratecale con metotrexato, citarabina e tiotepa (effettuata con puntura lombare o catetere Ommaya).
Benché la chemioterapia riesca a prolungare significativamente la sopravvivenza di pazienti con malattia ematologica, tipo leucemia o anche linfoma, ottenere un beneficio attraverso il liquido cerebrospinale quando si ha a che fare con tumori solidi risulta perlomeno dubbio. In tali circostanze il decesso avviene per malattia sistemica avanzata.
La maggior complicanza della terapia intratecale a base di metotrexato è rappresentata da una leucoencefalopatia necrotizzante che può svilupparsi dopo mesi di terapia in quei pochi pazienti che si giovano di una sopravvivenza prolungata. Questo effetto tossico devastante è comune soprattutto nei pazienti sottoposti a radioterapia prima o contemporaneamente alla terapia intratecale con metotrexato.